# Pallamano femminile ai XVII Giochi del Mediterraneo
Il torneo di pallamano femminile ai XVI Giochi del Mediterraneo si è svolto dal 23 al 30 giugno 2013 presso l'Adana Lütfullah Aksungur Sports Hall di Adana

## Riassunto gruppi
| Gruppo A                                 | Gruppo B                                  |
| ---------------------------------------- | ----------------------------------------- |
| Italia Serbia Algeria Turchia Montenegro | Macedonia Croazia Tunisia Slovenia Spagna |

## Risultati

### Fase a gironi

#### Gruppo A
| Squadra    | PT | G | V | N | P | F   | S   | D   |
| ---------- | -- | - | - | - | - | --- | --- | --- |
| Serbia     | 8  | 4 | 4 | 0 | 0 | 101 | 74  | +27 |
| Montenegro | 4  | 4 | 2 | 0 | 2 | 81  | 88  | -7  |
| Turchia    | 4  | 4 | 2 | 0 | 2 | 96  | 98  | -2  |
| Italia     | 2  | 4 | 1 | 0 | 3 | 94  | 104 | -10 |
| Algeria    | 2  | 4 | 1 | 0 | 3 | 77  | 85  | -8  |

|            | Algeria (bandiera) | Italia (bandiera) | Montenegro (bandiera) | Serbia (bandiera) | Turchia (bandiera) |
| ---------- | ------------------ | ----------------- | --------------------- | ----------------- | ------------------ |
| Algeria    |                    | 19 – 23           | 27 – 19               | 8 – 18            | 23 – 25            |
| Italia     |                    |                   | 18 – 19               | 27 – 38           | 26 – 28            |
| Montenegro |                    |                   |                       | 18 – 21           | 25 – 22            |
| Serbia     |                    |                   |                       |                   | 24 – 21            |
| Turchia    |                    |                   |                       |                   |                    |

#### Gruppo B
| Squadra   | PT | G | V | N | P | F   | S   | D   |
| --------- | -- | - | - | - | - | --- | --- | --- |
| Slovenia  | 7  | 4 | 3 | 1 | 0 | 118 | 98  | +20 |
| Croazia   | 5  | 4 | 2 | 1 | 1 | 108 | 116 | -8  |
| Spagna    | 4  | 4 | 2 | 0 | 2 | 93  | 80  | +13 |
| Tunisia   | 4  | 4 | 2 | 0 | 2 | 117 | 108 | +9  |
| Macedonia | 0  | 4 | 0 | 0 | 4 | 82  | 116 | -34 |

|           | Croazia (bandiera) | Macedonia (bandiera) | Slovenia (bandiera) | Spagna (bandiera) | Tunisia (bandiera) |
| --------- | ------------------ | -------------------- | ------------------- | ----------------- | ------------------ |
| Croazia   |                    | 29 – 26              | 31 – 31             | 25 – 24           | 23 – 35            |
| Macedonia |                    |                      | 21 – 32             | 13 – 24           | 22 – 31            |
| Slovenia  |                    |                      |                     | 20 – 17           | 35 – 29            |
| Spagna    |                    |                      |                     |                   | 28 – 22            |
| Tunisia   |                    |                      |                     |                   |                    |

### Fase finale
Finale 9º e 10º posto
| Adana 28 giugno 2013, ore 9:00 UTC+3 | Macedonia | 27 – 24 | Algeria | Lütfullah Aksungur Sports Hall |

Finale 7º e 8º posto
| Adana 28 giugno 2013, ore 11:00 UTC+3 | Tunisia | 25 – 24 | Italia | Lütfullah Aksungur Sports Hall |

Finale 5º e 6º posto
| Adana 28 giugno 2013, ore 13:00 UTC+3 | Spagna | 29 – 23 | Turchia | Lütfullah Aksungur Sports Hall |

|  | Semifinali | Semifinali | Semifinali |        |          | Finale          | Finale          | Finale          |  |
|  |            |            |            |        |          |                 |                 |                 |  |
|  | Montenegro | Montenegro | 22         |        |          |                 |                 |                 |  |
|  | Montenegro | Montenegro | 22         |        |          |                 |                 |                 |  |
|  | Slovenia   | Slovenia   | 24         |        |          |                 |                 |                 |  |
|  | Slovenia   | Slovenia   | 24         |        | Slovenia | Slovenia        | 19              |                 |  |
|  |            |            |            |        | Slovenia | Slovenia        | 19              |                 |  |
|  |            |            | Serbia     | Serbia | 25       |                 |                 |                 |  |
|  | Croazia    | Croazia    | Serbia     | Serbia | 25       | 16              |                 |                 |  |
|  | Croazia    | Croazia    |            |        |          | 16              |                 |                 |  |
|  | Serbia     | Serbia     | 25         |        |          | Finale 3º posto | Finale 3º posto | Finale 3º posto |  |
|  | Serbia     | Serbia     | 25         |        |          |                 |                 |                 |  |
|  |            |            |            |        |          |                 |                 |                 |  |
|  |            |            |            |        |          | Montenegro      | Montenegro      | 24              |  |
|  |            |            |            |        |          | Montenegro      | Montenegro      | 24              |  |
|  |            |            |            |        |          | Croazia         | Croazia         | 25              |  |

## Classifica finale
| Posizione | Paese      |
| --------- | ---------- |
|           | Serbia     |
|           | Slovenia   |
|           | Croazia    |
| 4         | Montenegro |
| 5         | Spagna     |
| 6         | Turchia    |
| 7         | Tunisia    |
| 8         | Italia     |
| 9         | Macedonia  |
| 10        | Algeria    |